# Rivière Kiackw
Rivière Kiackw är ett vattendrag i Kanada.   Det ligger i provinsen Québec, i den sydöstra delen av landet, 400 km norr om huvudstaden Ottawa. Rivière Kiackw ligger vid sjön Lac Kiackw.
Trakten runt Rivière Kiackw är nära nog obefolkad, med mindre än två invånare per kvadratkilometer.